# 日野陽仁
日野 陽仁（ひの ようじん、1956年〈昭和31年〉1月11日 - ）は、日本の俳優。本名・平井洋二（ひらい ようじ）。血液型O型。旧芸名は日埜洋人。ホットロード所属。芸名の由来は「火の用心」。

## 略歴
役者を志して上京し、自由劇場、劇団ランプティ・パンプティを経て、主に時代劇や刑事ドラマなどの出演が多いが悪役のみならず善人やコミカルな役まで幅広く演じている。
独特の存在感ある演技が北野武に認められ、『キッズ・リターン』などの北野作品に複数回出演している。

## 人物
福井県福井市出身
（幼少の頃は、小浜市、坂井市にも住んでいた）。
趣味は、バスケットボール。
大型自動二輪免許、普通自動車二種免許を所持している。
女優、タレントの角南範子は妻。二男の父でもある。

## 出演

### 映画
- ソナチネ（1993年6月） - ホテルの宿泊客 役
- みんな〜やってるか!（1995年2月） - 自動車ディーラー店長 役
- キッズ・リターン（1996年7月） - タクシー会社の事務 役
- ひみつの花園（1997年2月） - 学生課の男 役
- ショムニ（1998年11月） - 徘徊人 役
- のど自慢（1999年1月） - 圭介の友達 役
- 金融破滅ニッポン 桃源郷の人々（2002年9月） - 竹田 役
- 黄色い涙（2007年4月） - 質屋 役
- ゲゲゲの鬼太郎（2007年4月） - 現場監督 役
- 人の砂漠（2010年2月） - ゴトー 役
- きな子〜見習い警察犬の物語〜（2010年8月） - 嘱託警察犬訓練士 役
- R100（2013年）
- いのちのコール〜ミセスインガを知っていますか〜（2014年） - 高橋 役
- 海賊とよばれた男（2016年）
- つむぐもの（2016年） - 石川 役
- 首（2023年） - 茂助の父 役

### テレビドラマ
- ADブギ 第5話「やさしくしないで」（1991年、TBS）
- 学校へ行こう!（1991年、フジテレビ）※日埜洋人名義
- 約束の夏（1992年、フジテレビ）- 宮本 役 ※日埜洋人名義
- 大人は判ってくれない 第6話『素晴らしき日曜日』（1992年2月20日、フジテレビ） ※日埜洋人名義
- 刑事貴族3 第2話（1992年5月8日、日本テレビ）　※日埜洋人名義
- うたう!大龍宮城 第24話（1992年6月14日、フジテレビ） - ウツボ 役 ※日埜洋人名義
- 日産60周年記念スペシャル 「瀬戸内少年野球団」（1993年10月8日、フジテレビ）
- うちの母ですが…（1995年、テレビ朝日） - 店長 役
- 正義は勝つ（1995年、フジテレビ）
- 連続テレビ小説（NHK）
  - 走らんか!（1995年-1996年） - 小山田宗男 役
  - ウェルかめ（2009年-2010年） - 小堺庄司 役
- 火曜サスペンス劇場（日本テレビ）
  - 弁護士・朝日岳之助7 （1996年1月16日） - 林葉刑事 役
  - 小京都ミステリー26 （1999年8月31日） - 榎本 役
  - 弁護士・朝日岳之助 9  （1997年3月4日） - ゴルフのレッスンプロ
  - 松本清張スペシャル・鬼畜 （2002年10月15日） - 長島茂樹 役
- 心療内科医・涼子（1997年、日本テレビ） - 平岡周 役
- 土曜ワイド劇場（テレビ朝日）
  - 俺たちの世直し強盗 （1997年）
  - 花吹雪美人スリ三姉妹2 （1999年） - 宮下 役
  - 弁護士 倉沢由法の事件ファイル （2017年、朝日放送） - 片瀬栄治 役
- はみだし刑事情熱系（テレビ朝日）
  - PART1 第21話（1997年3月19日）- 森永賢太郎 役
  - PART4 第5話（1999年11月3日） - 大嶋潤一 役
  - PART6 第21話（2002年3月6日） - 木島 役
- ギフト 第1話（1997年、フジテレビ） - 大槻 役
- 凍りつく夏（1998年、日本テレビ）
- アフリカの夜（1999年、フジテレビ） - 曙塾主任 役
- ナニワ金融道4（1999年、フジテレビ） - ネギリ海上火災社員 役
- ケイゾク 第6話「史上最悪の爆弾魔」（1999年2月12日、TBS） - 河合秀樹 役
- 八丁堀の七人（2000年-2006年、テレビ朝日） - 吉岡源吾 役
- Pure Soul〜君が僕を忘れても〜（2001年4月9日 - 6月25日、日本テレビ） - 佐久間武 役
- 月曜ミステリー劇場（TBS）
  - 上条麗子の事件推理1（2001年9月10日） - 青木しげお 役
- 菊次郎とさき第1・2シリーズ（2003年・2005年、テレビ朝日） - 信濃屋主人 役
- 伝説のマダム（2003年、日本テレビ） - ヨージン 役
- ウルトラQ dark fantasy（2004年、テレビ東京） - 島田デスク 役
- 大河ドラマ（NHK）
  - 新選組!（2004年） - 沖田林太郎 役
  - 龍馬伝（2010年） - 島田便右衛門 役
  - べらぼう〜蔦重栄華乃夢噺〜 第13回 - （2025年3月30日 - ） - 森忠右衛門 役[4]
- ガチャガチャポン!（2005年 - 2006年、フジテレビ）
- 溺れる人（2005年3月1日、日本テレビ）
- ブスの瞳に恋してる（2006年、フジテレビ） - 本人 役
- こどもにんぎょう劇場「ふるやのもり」（2006年、NHK教育） - 声の出演
- その男、副署長 第1シリーズ（2007年） - 君塚貴 役
- 4姉妹探偵団（2008年、テレビ朝日） - 山田邦夫 役
- クラシックミステリー 名曲探偵アマデウス 第2話（2008年、NHK） - 太西治 役
- 相棒 Season7 第19話（最終話）「特命」（2009年、テレビ朝日） - 小池晋平 役
- 松本清張生誕100年スペシャル・夜光の階段（2009年、テレビ朝日） - 真田捜査係長 役
- 科捜研の女（テレビ朝日）
  - Season9 第9話（2009年9月3日） - 山下徹 役
  - Season19 第30話（2020年2月13日） - 山元一史 役
- 探偵Xからの挑戦状!2「メゾン・カサブランカ」（2009年、NHK）
- サムライ・ハイスクール（2009年、日本テレビ） - 小泉水孝一 役
- マイガール（2009年、テレビ朝日） - 理髪店店主 役
- ねこタクシー（2010年、tvk） - 二ノ宮 役
- 八日目の蝉（2010年、NHK） - 島の男 役
- 黄金の豚-会計検査庁 特別調査課- 第5話（2010年、日本テレビ） - 錦武久 役
- モリのアサガオ 第7話「新人刑務官の父の死刑囚!!」（2010年11月29日、テレビ東京） - 運送会社社長 役
- 熱中時代（2011年4月9日、日本テレビ） - 山城（ラーメン店店主） 役
- 専業主婦探偵〜私はシャドウ（2011年10月 - 12月、TBS） - 幸田文則 役
- ランナウェイ〜愛する君のために（2011年10月 - 12月、TBS） - 斎藤警部 役
- 水曜ミステリー9（テレビ東京）
  - 夏樹静子サスペンス・湖に佇つ人「鬼の棲む老舗旅館」（2009年1月28日） - 出水栄吉 役
  - 捜査検事・近松茂道11 （2012年2月15日） - 富山県警・加藤善弘刑事 役
  - マザー・強行犯係の女〜傍聞き〜 （2016年4月20日） - 温井博 役
- 月曜ゴールデン（TBS）
  - 財務捜査官 雨宮瑠璃子7 （2012年7月30日） - 石黒卓也 役
  - SRO〜警視庁広域捜査専任特別調査室〜 （2013年12月9日） - 富田直次郎 役
- 浪花少年探偵団 第7話（2012年8月13日、TBS）
- VISION-殺しが見える女- 第11話（2012年9月20日、読売テレビ） - 及川 役
- 遅咲きのヒマワリ〜ボクの人生、リニューアル〜 （2012年10月 - 12月、フジテレビ） - 松本明彦 役
- ネオ・ウルトラQ 第5話「言葉のない街」（2013年2月9日、WOWOW） - 田所博士 役
- 父の花、咲く春〜岐阜・長良川幇間物語〜（2013年4月3日、NHK BSプレミアム） - 沢田雄介 役
- 激流〜私を憶えていますか?〜（2013年6月 - 8月、NHK） - 佐分利新一 役
- 名もなき毒（2013年7月 - 9月、TBS） - 工藤 役
- 恐竜せんせい（2013年9月4日、NHK BSプレミアム） - 笛吹溜吉 役
- 安堂ロイド〜A.I. knows LOVE?〜（2013年10月 - 12月、TBS） - 冨野好雪 役
- オリンピックの身代金（2013年11月30日・12月1日、テレビ朝日） - 梶本 役
- ドラマスペシャル 家政婦は見た!（2014年） - 姿刑事
- ドラマW 埋もれる（2014年3月16日、WOWOW） - 村田保 役
- みをつくし料理帖（2014年6月8日、テレビ朝日） - 登龍楼の料理人 役
- おやじの背中 第8話「駄菓子」（2014年8月31日、TBS） - 二ノ宮 役
- ほっとけない魔女たち（2014年9月 - 10月、東海テレビ） - 信岡敬三 役
- マザーズ  (2014年10月18日、中京テレビ)   - 山瀬実 役
- 天皇の料理番（2015年4月 - 7月、TBS） - 高浜金之助 役[5] ※方言指導も兼ねる
- 誤断（2015年11月 - 12月、WOWOW） - 小林義男 役
- 夏目家どろぼう綺談（2016年1月3日、テレビ朝日） - 海堂藤吉 役
- 連続ドラマW「メガバンク最終決戦」（2016年2月 - 3月、WOWOW） - 有村次郎 役
- 沈まぬ太陽（2016年5月 - 9月、WOWOW） - 帝都ジャーナル副編集長 役
- 模倣犯（2016年9月21日・9月22日、テレビ東京） - 竹本捜査一課長 役
- とげ 小市民 倉永晴之の逆襲（2016年10月8日 - 、フジテレビ） - 加納民夫 役
- カインとアベル（2016年10月17日 - 12月19日、フジテレビ） - 佐々木肇 役
- 孤独のグルメ Season7第 6話 （2018年5月12日、テレビ東京）- 大将 役
- きみが心に棲みついた（2018年） - 飯田恭三 役
- アイアングランマ（2018年） - 菅原秘書 役
- 月曜名作劇場 / 警視庁南平班〜七人の刑事〜11（2018年、TBS） - 小久保博 役
- モンローが死んだ日（2019年、NHK BSプレミアム） - 高橋智之 役
- G線上のあなたと私（2019年） - 小暮健治 役
- 連続ドラマW 正体 第1話（2022年3月12日、WOWOW）- 平田 役
- テレビ朝日ドラマプレミアム 新・暴れん坊将軍（2025年、テレビ朝日） - 竹本正網 役
- 能面検事 第3話（2025年7月25日、テレビ東京） - 吉野康介 役[6]

### 舞台
- 女ひとり ミヤコ蝶々物語（2008年） - 警官 役
- 美しいこと（2010年）[7]
- 菊次郎とさき（2012年） - 信濃屋主人 役
- ミュージカル「AKB49〜恋愛禁止条例〜」（東京公演）（2014年9月11日 - 16日、AiiA Theater Tokyo） - 奥平先生、戸賀崎支配人、医師 役
  - ミュージカル「AKB49～恋愛禁止条例～」SKE48単独公演（名古屋公演・初演）（2015年3月14日 - 15日、中日劇場）
  - ミュージカル「AKB49～恋愛禁止条例～」SKE48単独公演（名古屋公演・再演）（2016年4月21日 - 26日、中日劇場）
- 飛ぶ教室（2014年11月19日 - 24日、全労済ホール／スペース・ゼロ） - 先生 役[8]
- 「東京のぺいん」----over work----（2017年12月6日 - 11日、CBGKシブゲキ!!）[9]
- ミュージカル「SUPERHEROISM」（2020年3月23日[10]、品川プリンスホテル クラブeX） - カワイ 役[11]
  - ミュージカル「SUPERHEROISM」（再演）（2021年6月18日 - 25日、日本青年館ホール / 7月3日 - 4日、COOL JAPAN PARK OSAKA WWホール） - カワイ 役[12]
- DustBunnySHOW（2021年11月7日 - 8日、品川プリンスホテル クラブeX）[13]
- ミュージカル「刀剣乱舞」〜坂龍飛騰〜（2025年3月23日 - 30日、TOKYO DOME CITY HALL / 4月5日 - 26日、箕面市立文化芸能劇場 大ホール / 5月2日 - 11日、TOKYO DOME CITY HALL） - 勝麟太郎 役[14]